# HMS Hannibal (1896)
Pour les autres navires du même nom, voir HMS Hannibal.
 (février 2020).
Le contenu est difficilement compréhensible vu les erreurs de traduction, qui sont peut-être dues à l'utilisation d'un logiciel de traduction automatique.
Le HMS Hannibal est un navire de la classe Majestic construit pour la Royal Navy, et le sixième navire à porter le nom HMS Hannibal. Il est lancé en avril 1896 et mis en service dans la flotte en avril 1898. Il est armé d'une batterie principale de 305 mm et d'une batterie secondaire de 152 mm. Le navire a une vitesse de pointe de 16 nœuds.
Le Hannibal sert dans la flotte de la Manche (réorganisée plus tard en flotte de l'Atlantique) après sa mise en service en 1898. En 1906, il subit un réaménagement qui comprend une conversion d'un brûleur à charbon en utilisant du pétrole. Il est placé en réserve à partir de 1907 puis est mobilisé en juillet 1914 par mesure de précaution avant le déclenchement de la Première Guerre mondiale. D'août 1914 à février 1915, Le Hannibal est un navire de garde à Scapa Flow. Plus tard cette année-là, son armement principal est retiré et il est converti en navire de transport de troupes, servant à ce titre pendant la campagne des Dardanelles. De novembre 1915 à la fin de la guerre, il sert de navire de dépôt basé à Alexandrie, en Égypte. Il est démoli en 1920.

## Conception

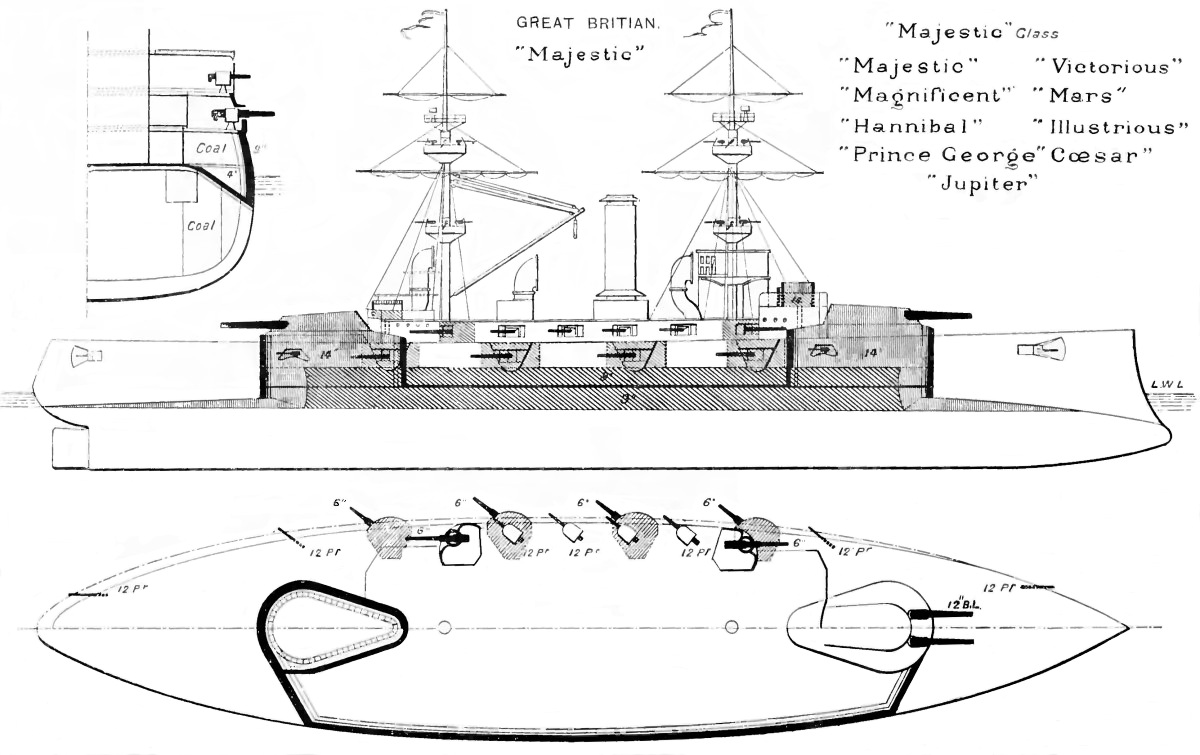
Élévation à droite, plan de pont et section de coque, comme illustré dans le Brassey Naval Annual 1902

Le Hannibal mesure 128 m de long. Il a un maître-bau de 23 m et un tirant d'eau de 8,2 m. Son déplacement est de 16 000 t à pleine charge de combat. Son système de propulsion se compose de deux moteurs à vapeur à triple expansion verticale à 3 cylindres alimentés par huit chaudières cylindriques au charbon. En 1907-08, elle est réchauffée avec des modèles au mazout. Ses moteurs lui offrent une vitesse de pointe de 16 nœuds (30 km/h). Les Majestic sont considérés à l'époque comme de bons bateaux de mer avec un roulis facile et comme de bons bateaux à vapeur, bien qu'ils souffrent d'une forte consommation de carburant. Leur équipage est composé de 672 officiers et hommes d'équipage.
Le navire est armé de quatre canons BL 12 pouces Mk VIII (305 mm) dans des tourelles à deux canons, une à l'avant et une à l'arrière. Les tourelles étaient placées sur des barbettes en forme de poire ; six de ses sœurs avaient le même équipement mais ses sœurs Caesar et Illustrious et toutes les futures classes de cuirassés britanniques ont des barbettes circulaires,. Le Hannibal est également équipé de douze canons QF 6 pouces / 40 (152 mm). Ils sont montés en casemates dans deux ponts d'armes au milieu du navire. Il possède également seize canons QF de 12 livres (76 mm) et douze canons QF de 2 livres (47 mm). Elle était également équipée de cinq 18 tubes lance-torpilles, dont quatre sont intégrés dans la coque du navire, le dernier dans un lanceur monté sur le pont. 

## Histoire

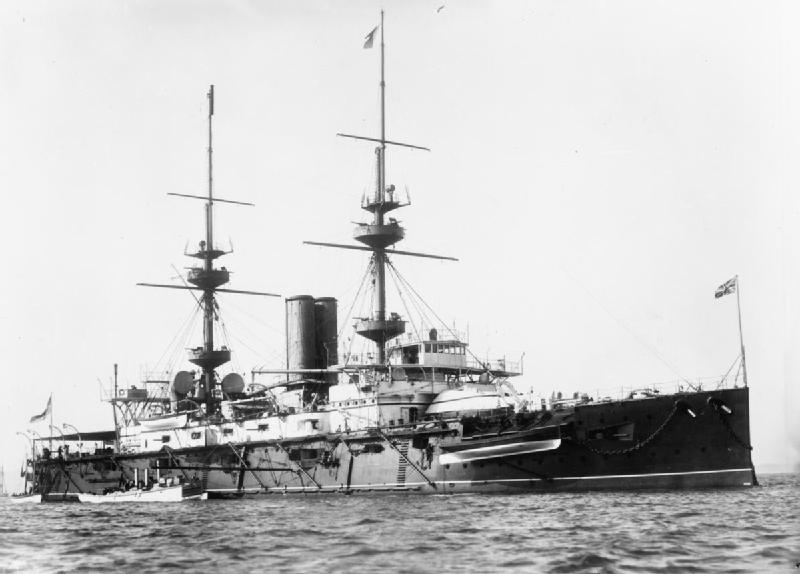
Le Hannibal en 1898

La quille du HMS Hannibal est posée au quai de Pembroke le 1er mai 1894. La coque terminée est lancée le 28 avril 1896.  Il est entré dans la réserve commissionnée à la fin avril 1898. Le 10 mai 1898, il entre en pleine commission pour servir dans la division de Portsmouth de la flotte de la Manche, sous le commandement du capitaine Sir Baldwin Wake Walker. Il fait partie d'une immense flotte de navires présents dans le Solent pour le passage du corps de la reine Victoria de Cowes à Portsmouth le 2 février 1901. Le capitaine George Augustus Giffard est nommé commandant le 10 mai 1902 et il est présent au Coronation Fleet Review pour le roi Édouard VII le 16 août 1902.
Plus tôt le même mois, deux officiers et un marin du Hannibal se sont noyés lors d'une excursion de pêche à l'extérieur de Berehaven. En septembre 1902, le navire fait partie d'un escadron visitant Nauplia et la baie de Souda en Crète en mer Méditerranée. Le 17 octobre 1903, il entre en collision avec son frère jumeau le HMS Prince George et l'endommage gravement au large de Ferrol, Espagne. Lorsqu'une réorganisation de la flotte amène la flotte de la Manche à être renommée flotte de l'Atlantique le 1er janvier 1905, l'Hannibal devint une unité de la flotte de l'Atlantique. L'Hannibal est transféré à la nouvelle flotte de la Manche (anciennement la flotte locale ) le 28 février 1905. Ce service prend fin le 3 août 1905, lorsqu'il est placé en réserve à Devonport.
Le Hannibal subit une refonte en 1906 dans laquelle il est converti pour brûler du mazout et est équipé du contrôle de feu pour sa batterie principale. Il est alors remis en service le 20 octobre 1906 . En janvier 1907, le Hannibal entre en la pleine commission lors d'un remplacement temporaire du cuirassé HMS Ocean dans la flotte de la Manche alors que l'Ocean était en cours de réaménagement. Lorsque l'Ocean revient en service, l'Hannibal reste dans le service de la flotte de la Manche en remplacement temporaire du cuirassé HMS Dominion alors que ce dernier était en cours de réaménagement. Lorsque le Dominion revient au service en mai 1907, le Hannibal revient dans la réserve commissionnée, devenant une partie de la division Portsmouth de la nouvelle flotte de maisons  en juillet 1907. Pendant qu'il est dans la réserve commissionnée à Portsmouth, le Hannibal subit deux importantes mésaventures. Le 19 août 1909, il heurte un récif dans la baie de Babbacombe (sud-ouest de l'Angleterre), endommageant son fond. Le 29 octobre 1909, il entre en collision avec le torpilleur HMS TB 105, ne subissant aucun dégât lui-même mais endommageant gravement le torpilleur. Il subit un radoub à Devonport de novembre 1911 à mars 1912 

### Première Guerre mondiale
La Royal Navy commence une mobilisation de précaution en juillet 1914 lorsque la guerre apparaît de plus en plus probable. Dans ce cadre, le Hannibal et son frère le HMS Mars, HMS Magnificent et HMS Victorious forme le 9th Battle Squadron le 27 juillet 1914, stationné au Humber pour défendre la côte britannique. Le Hannibal sert de navire de garde sur le Humber lorsque la Première Guerre mondiale a commencé en août 1914. Le 9e escadron de bataille est dissous le 7 août 1914 et le Hannibal est transféré à Scapa Flow où il est utilisé comme navire de garde jusqu'à ce qu'il soit relevé par le croiseur protégé de première classe HMS Royal Arthur le 20 février 1915. le Hannibal a ensuite payé à Dalmuir.
Les navires de la classe Majestic étaient alors les cuirassés les plus anciens et les moins efficaces en service dans la Royal Navy. Inactif à Dalmuir, le Hannibal est désarmé entre mars et avril 1915, à l'exception de quatre canons de 152 mm et de quelques canons plus légers. Ses canons de 305 mm sont emportés à bord des nouveaux moniteurs de la classe Lord Clive HMS Prince Eugene et HMS Sir John Moore . Après qu'il a été désarmé, le bâtiment est abandonné à Scapa Flow et Loch Goil jusqu'en septembre 1915. L'Hannibal est remis en service à Greenock le 9 septembre 1915 pour servir de navire de transport de troupes dans la campagne des Dardanelles. Il arrivé à Mudros à ce titre le 7 octobre 1915. En novembre 1915, le Hannibal devient un navire de dépôt pour les patrouilleurs auxiliaires à Alexandrie, en Égypte, soutenant les deux forces opérant depuis l'Égypte et celles de la mer Rouge jusqu'en juin 1919, quittant l'Égypte pour Malte le 9 septembre. Le Hannibal est classé pour destruction à Malte le 25 octobre 1919. Il est vendu pour mise au rebut le 28 janvier 1920 et est démantelé en Italie.